# Punk Parranda
Punk Parranda és el primer àlbum en directe de la banda catalana de rock alternatiu Bongo Botrako. Va ser enregistrat el 2 de maig de 2014 al festival Viña Rock de Villarrobledo, davant d'un públic de més de 60.000 persones. L'àlbum va ser produït per Gambeat i el líder de la banda Uri Giné, i va ser publicat el 3 de novembre de 2014 amb Kasba Music.

## Llistat de cançons
Totes les cançons foren escrites i compostes per Uri Giné, excepte les cançons indicades. 
| Núm.          | Títol                                         | Àlbum original             | Durada |
| ------------- | --------------------------------------------- | -------------------------- | ------ |
| 1.            | «Intro»                                       | Inèdita                    | 2:20   |
| 2.            | «Libre»                                       | Todos los días sale el sol | 2:59   |
| 3.            | «Gira la vida»                                | Todos los días sale el sol | 2:57   |
| 4.            | «Dinero no se come»                           | Revoltosa                  | 4:19   |
| 5.            | «De bar en bar»                               | Todos los días sale el sol | 3:58   |
| 6.            | «Bastante normal»                             | Todos los días sale el sol | 2:45   |
| 7.            | «Caminante»                                   | Todos los días sale el sol | 3:52   |
| 8.            | «Seguiré»                                     | Revoltosa                  | 4:03   |
| 9.            | «Dale a la vida»                              | Revoltosa                  | 3:59   |
| 10.           | «Mundo nuevo»                                 | Inèdita                    | 4:18   |
| 11.           | «Bonobo»                                      | Todos los días sale el sol | 2:39   |
| 12.           | «We want less»                                | Revoltosa                  | 3:46   |
| 13.           | «Punk parranda»                               | Revoltosa                  | 4:46   |
| 14.           | «One love»                                    | Todos los días sale el sol | 4:20   |
| 15.           | «Incívico»                                    | Todos los días sale el sol | 3:42   |
| 16.           | «Give us your love»                           | Revoltosa                  | 4:17   |
| 17.           | «Volare» (Domenico Modugno, Franco Migliacci) | Inèdita                    | 2:06   |
| 18.           | «Todos los días sale el sol»                  | Todos los días sale el sol | 4:33   |
| 19.           | «Revoltosa»                                   | Revoltosa                  | 4:39   |
| Durada total: | Durada total:                                 | Durada total:              | 70:18  |

## Crèdits
Crèdits adaptats del llibret de Punk Parranda.
Bongo Botrako
- Uri Giné – veu principal, guitarra, producció
- Nacho Pascual – guitarra, cors
- Xavi Vallverdú – teclat, cors
- David Garcia – baix, cors
- Gorka Robert – bateria, cors
- Xavi Barrero – trompeta, cors
- Oscar Gómez – saxo, cors

Producció
- Gambeat – producció
- Kaki Arkarazo – enginyeria de so, mescla
- Jonan Ordorika – masterització

Disseny
- Luis Toledo – disseny
- Javier Rosa – fotografia